# Le Reculey

Le Reculey este o comună în departamentul Calvados, Franța. În 1 ianuarie 2018 avea o populație de 278 de locuitori.